# Don Kojot és Sancho Panda kalandjai
A Don Kojot és Sancho Panda kalandjai (eredeti cím: The Adventures of Don Coyote and Sancho Panda) amerikai televíziós rajzfilmsorozat, amely Miguel de Cervantes híres regénye, a Don Quijote alapján készült. Amerikában 1990. szeptember 16. és 1991. december 8. között szindikált sugárzással adták, Magyarországon 2012. szeptember 16-ától az RTL Klub tűzte műsorra, a Kölyökklub című műsorblokkban.

## Szereplők
| Szereplő               | Eredeti hang | Magyar hang    | Leírás |
| ---------------------- | ------------ | -------------- | --- |
| Don Kojot              | Frank Welker | Végh Péter     | A főhős, a bátor és hős lovag. Gyakran képzel el dolgokat szörnyeknek, mint például egy szalmabálát, egy csapat legelésző birkát, de elég sokszor néz embereket másoknak. Bár néha éppen ezeknek köszönheti munkájának eredményességét. |
| Sancho Panda           | Don Messick  | Kerekes József | Don Kojot hű segítőtársa, aki bárhová követi Don Kojotot, akármennyire is nem akar utána menni. Véleménye gyakran különbözik Don Kojotétól, főleg amikor az elutasítja a nekik ajándéknak szánt aranyat.                                |
| Rosinante              | Brad Garrett | Viczián Ottó   | Don Kojot lova, aki szinte bármikor gazdája segítségére van. Ő és Kurta sokszor mentik meg Don Kojot és Sancho életét. |
| Kurta                  | Frank Welker | Szokol Péter   | Sancho szamara, Rosinante legjobb barátja. |
| Vicente                | ?            | Rosta Sándor   | A királyi udvar feltalálója, aki remek találmányokat készít. Ki nem állhatja Don Kojotot, mert az mindig tönkreteszi a találmányait. |
| Jack Boutique kapitány | ?            | Forgács Gábor  | Egy híres kalóz, aki bandájával folyton fosztogat. Szintén ki nem állhatja Don Kojotot, mert nem egyszer majdnem elvesztette miatta a hajóját, az életét és a józan eszét.                                                              |

- További magyar hangok: Albert Gábor, Bácskai János, Berzsenyi Zoltán, Bodrogi Attila, Bolla Róbert, Cs. Németh Lajos, Csuha Lajos, Czető Ádám, Czvetkó Sándor, Dányi Krisztián, Fazekas István, Fekete Zoltán, Forgács Gábor, Gubányi György István, Halász Aranka, Hegedűs Miklós, Holl Nándor, Imre István, Izsóf Vilmos, Kajtár Róbert, Karácsonyi Zoltán, Katona Zoltán, Kokas Piroska, Koroknay Géza, Kossuth Gábor, Málnai Zsuzsa, Molnár Ilona, Ősi Ildikó, Pálfai Péter, Pálmai Szabolcs, Penke Bence,Rosta Sándor, Seder Gábor, Szalay Csongor, Szórádi Erika, Szvetlov Balázs, Törtei Tünde, Varga Rókus, Varga Tamás, Vass Gábor, Vári Attila, Várkonyi András, Végh Péter (ál-Don Kojot)

## Epizódok
| #            | Magyar cím                          | Eredeti cím                        |
| ------------ | ----------------------------------- | ---------------------------------- |
|              |                                     |                                    |
| ELSŐ ÉVAD    |                                     |                                    |
|              |                                     |                                    |
| 01.          | Szegény kalózt az ág is húzza       | Pity the Poor Pirate               |
|              |                                     |                                    |
| 02.          | Kísértetek, reszkessetek!           | Not a Ghost of a Chance            |
|              |                                     |                                    |
| 03.          | Rosinante pünkösdi királysága       | The Horse Who Would Be King        |
|              |                                     |                                    |
| 04.          | Veni Vidi Viking                    | Veni Vidi Viking                   |
|              |                                     |                                    |
| 05.          | Don Kojot és Robin Hood             | Don Coyote Meets Robin Hood        |
|              |                                     |                                    |
| 06.          | Rosinante, a versenyló              | Rosinante by a Nose                |
|              |                                     |                                    |
| 07.          | A vonakodó menyasszonyok            | The Reluctant Brides               |
|              |                                     |                                    |
| 08.          | Ugye csak tréfálsz                  | Surely You Joust                   |
|              |                                     |                                    |
| 09.          | Dupla Don                           | Double Don                         |
|              |                                     |                                    |
| 10.          | Don Kojot és a repülő sárkány       | Don Coyote and the Flying Gargoyle |
|              |                                     |                                    |
| 11.          | Don Kojot és az álarcos kalandor    | Don Coyote and the Masked Avenger  |
|              |                                     |                                    |
| 12.          | Kicsi a lovag, de erős              | Shrink, Shrank, Shrunk             |
|              |                                     |                                    |
| 13.          | Akié a dzsinn, azé a hatalom        | Who's Got the Genie?               |
|              |                                     |                                    |
| MÁSODIK ÉVAD |                                     |                                    |
|              |                                     |                                    |
| 14.          | Sancho szigete                      | Sancho's Island                    |
|              |                                     |                                    |
| 15.          | Vincente a feltaláló                | Vincente the Inventor              |
|              |                                     |                                    |
| 16.          | Sir Sancho a majdnem lovag          | Sir Sancho the Nearly Knight       |
|              |                                     |                                    |
| 17.          | Itt a baba, hol a baba              | Don't Monkey with the Baby         |
|              |                                     |                                    |
| 18.          | Don Kojot és a grófkisasszony       | Don Coyote & the Contessa          |
|              |                                     |                                    |
| 19.          | Don Kojot a tenger mélyén           | Don Coyote & the Deep Sea          |
|              |                                     |                                    |
| 20.          | Az ezeregyéjszaka meséi             | A Knight in Arabia                 |
|              |                                     |                                    |
| 21.          | Viszlát, Rosinante                  | Goodbye Rosinante                  |
|              |                                     |                                    |
| 22.          | Tüzes barát                         | Don Coyote's Fire-Breathing Friend |
|              |                                     |                                    |
| 23.          | Az örökség                          | The Haunted Inheritance            |
|              |                                     |                                    |
| 24.          | Don Kojot és a viszálykodó családok | Don Coyote & the Feudin' Families  |
|              |                                     |                                    |
| 25.          | Don Kojot és a karácsonyi harang    | Don Coyote & the Christmas Bell    |
|              |                                     |                                    |
| 26.          | Don Kojot és a titkos fegyver       | Don Coyote & the Secret Weapon     |